# Pozsegaszentpéter vára
Pozsegaszentpéter vára (horvátul: Stari grad Kaptol) egy várrom Horvátországban, a Pozsega-Szlavónia megyei Pozsegaszentpéter településen.

## Fekvése
Pozsegaszentpéter központjában találhatók tekintélyes romjai.

## Története
A pozsegai társaskáptalant („Capitulum ecclesiae beati Petri de Posega”) 1221-ben Ugrin kalocsai érsek alapította és a pécsi püspökség alá rendelte. Bizonyos, hogy a káptalan épületeit már igen korán megerődítették. Ennek korai formája valószínűleg cölöpfal, ún. paliszád volt, mely az egész települést körbevette. A kőfalakat csak a 15. század végén kezdték kiépíteni. A legújabb kutatások alapján a településen már a kezdetek óta állt a prépostnak egy külön erőssége, melynek alapfalait nemrég sikerült feltárni. A hatszögletű váron belül helyezkedett el a késő gótikus-reneszánsz kastély, a kanonokok helyiségei, a préposti palota, a tanácsterem és a gótikus Szent Péter templom. A települést Pozsega várával egyidejűleg 1537. január 15-én foglalta el a török. Levéltárát előbb Pécsre, majd a Felvidékre menekítették. (Később Budapestre szállították, majd 1960-ban visszaadták Horvátországnak.) A várban, melyet átépítettek török helyőrség állomásozott. 
A török kiűzése (1687.) után a 17. század végén az udvari kamara birtoka lett, melytől a várat és az uradalmat Feketich Péter (Petar Crnković) kanonok vásárolta meg az egyház számára, hogy ide helyezzék a még török megszállás alatt álló szerémségi püspökség székhelyét. 1773-ban Pozsegaszentpéter megszűnt püspöki székhely lenni, kisebb uradalomként a diakovári székeskáptalan kanonokjának irányítása alá került egészen 1877-ig. Ekkor a várat uradalmával együtt Attems Antal gróf vette meg, amivel megkezdődött a vár tényleges tönkremenetele. A vár épületeit az uradalom gazdasági szükségleteinek megfelelően alakították át, a barokk templomból pedig magtárat építettek. A vár a 20. századra teljesen lakatlanná vált és az enyészetnek engedték át.

## A vár mai állapota
Pozsegaszentpéter vára a legjobban fennmaradt szlavóniai középkori várak egyike. A középkori vár két részből állt: A külső vagy káptalani vár egy megerősített káptalani település volt, melynek nagyobb részét káptalani és másféle kúriák alkották. A ma is látható vár belső vagy préposti vár volt. Benne állt a préposti palota, a káptalan tanácsterme, valamint a gótikus Szent Péter plébániatemplom. Az egykor mély árokkal övezett várba délről, az egykori felvonóhídból átalakított hídon és egy négyszögletes kaputornyon keresztül lehet bejutni. 
A vár szabálytalan hatszög alaprajzú, melynek négy sarkát kerek, lőréses tornyok védték. Ezekből három ma is áll. Északnyugati részébe az egykori Szent Péter templom helyén a 18. században építették fel a Szent György templomot, mely ma raktárként működik. Tornya messze magasodik a ma is tekintélyes magasságú várfalak fölé. A 18. században nagy átalakításokat végeztek a vár többi részén is. A közepén álló a várkastélyt úgy újították fel, hogy részben kastély jelleget kapott. A várkastély déli részén lakóhelyiségeket alakítottak ki és ezen rendeltetése miatt hozzá is építettek és át is alakították. A 19. században már csak a várkastély keleti része volt ép, a nyugati rész már romos volt. 1943-ban az egész tetőszerkezet leégett és az épületeket végleg elhagyták. A Szent György templomot nemrég felújították.